# Kristofer av Danmark

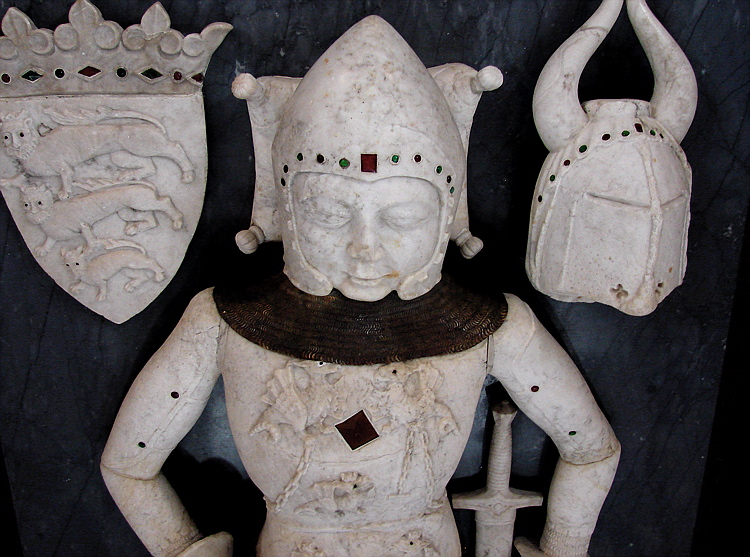
Kristofer Valdemarsson i alabast i Roskilde domkyrka.

Kristofer Valdemarsson (da. Christoffer Valdemarsen), född 1341 el. 1344, död den 11 juni 1363, var en dansk kronprins och hertig.
Kristofer var Valdemar IV Atterdags och Helvig af Slesvigs äldste son. Han utnämndes till hertig av Lolland år 1359 och var också utvald att efterträda sin far som konung av Danmark.
Prins Kristofer deltog aktivt i det av fadern påbörjade återerövringskriget av Danmark. Skåne, som vid den tidpunkten var svenskt landskap, återtogs till Danmark 1360. Den tyska Hansan svarade med att sända en stor flotta in i Öresund våren 1362. Tyskarna landsteg vid Helsingborg och började belägra borgen med bl.a. 16 kastmaskiner. Genom ett överraskande anfall från havet (Slaget vid Helsingborg, 1362) lyckades dock kung Valdemar få en förkrossande seger. Den lybska krönikan berättar: 
“Där tog han tolv store huvudkoggar, fulla av livsmedel och vapen och många handa saker som horde kriget till, och for bort med skeppen.”
Prins Kristofer deltog aktivt i denna kamp på Helsingborgs redd:
“Kampens frukt blev besk för kungen, eftersom han förlorade mer än han vann. Hans ende son, rikets arving, blev slagen så hårt under striden, att han icke levde länge därefter.” (Lybske krönika)
Kristofer skall alltså vid sjöstriden ha träffats och senare avlidit av sina skador. Av denna tyska krönika framgår dock inte med vilket vapen prinsen fått sitt banesår. I handskriften ”En dansk Krönike ...” som sammanställts på 1500-talet av uppgifter från ett flertal äldre årsböcker berättas:
”Konningh Woldemar den fierde, som waar Konningh Christoffers den Andens søn, aflede wid Dronningh Helleuigh thw børn: en søn, den loed hand kalde Christoffer, och en daater, heed Margarethe. Men sønnen Christoffer bleff ihiel skut til søes y krig moed Søstæderne.”
I Malmö-borgaren Henrik Smiths krönika från första hälften av 1500-talet finns sjöslaget år 1362 omnämnt och här möter vi en detaljerad bild av prinsens död:
”1362 Slogis de Vendiske skib med kongens skiib y søen, der bleff kong Valdemars søn, hertug Christoffer, slagen med en sten, saa hand tog sin død deraff.”
Kung Valdemar försökte efter segern vid Helsingborg att lösa konflikten genom diplomati. Han lyckas få sin dotter Margarethe bortgift med den svenske kungens son Håkon, som var Norges kung. Bröllopet arrangerades snabbt i Köpenhamn och i den själländska krönikan läser man under året 1363:
”Haakon, Kong Magnus av Sveriges Søn, ægtede Valdemar Dankonges Datter, og Brylluppet stod i København Søndagen efter Paaske. Her blev Sveriges Dronning Blanche syg og dør; med megen Højtidelighed gøres hendes Begravelse rede. Samtidigt døde ogsaa Valdemar Dankonges Søn, Christoffer, Hertug af Laaland og Halland – han var syg i nogle Uger, og Sygdommen forlod ham ikke – og med højtidelig Begængelse blev han stedet til Hvile i Roskilde Domkirke.”
I denna krönika dör således inte prinsen i samband med slaget ett år tidigare utan först senare i Köpenhamn. Han blev begravd i Roskilde domkyrka. I kyrkans Nekrologium får vi fler uppgifter om prinsens död och begravning:
”11 juni. I det Herrens Aar 1363 døde Hr. Christoffer, Hertug af Laaland og Halland, Søn af den høje Konge Valdemar IV; hans Aartid skal Kapellanen ved den hellige Trefoldigheds Alter, som er ved Siden af Højaltret i Koret, holde hvert Aar med en Mark Sølv, at uddele blandt de Kanniker, som matte være til Stede ved Vigilier og Messer, tillige med et godt Maaltid. Men til de fattige skal han give 100 Brød, en Flæskeside og en Tønde øl.”.
Trots att prinsen således blev sårad i sjöslaget vid Helsingborg är det inte säkert att han dog av dessa skador, vilket gärna framhålls i senare litteratur.